# Ingrid Bachér

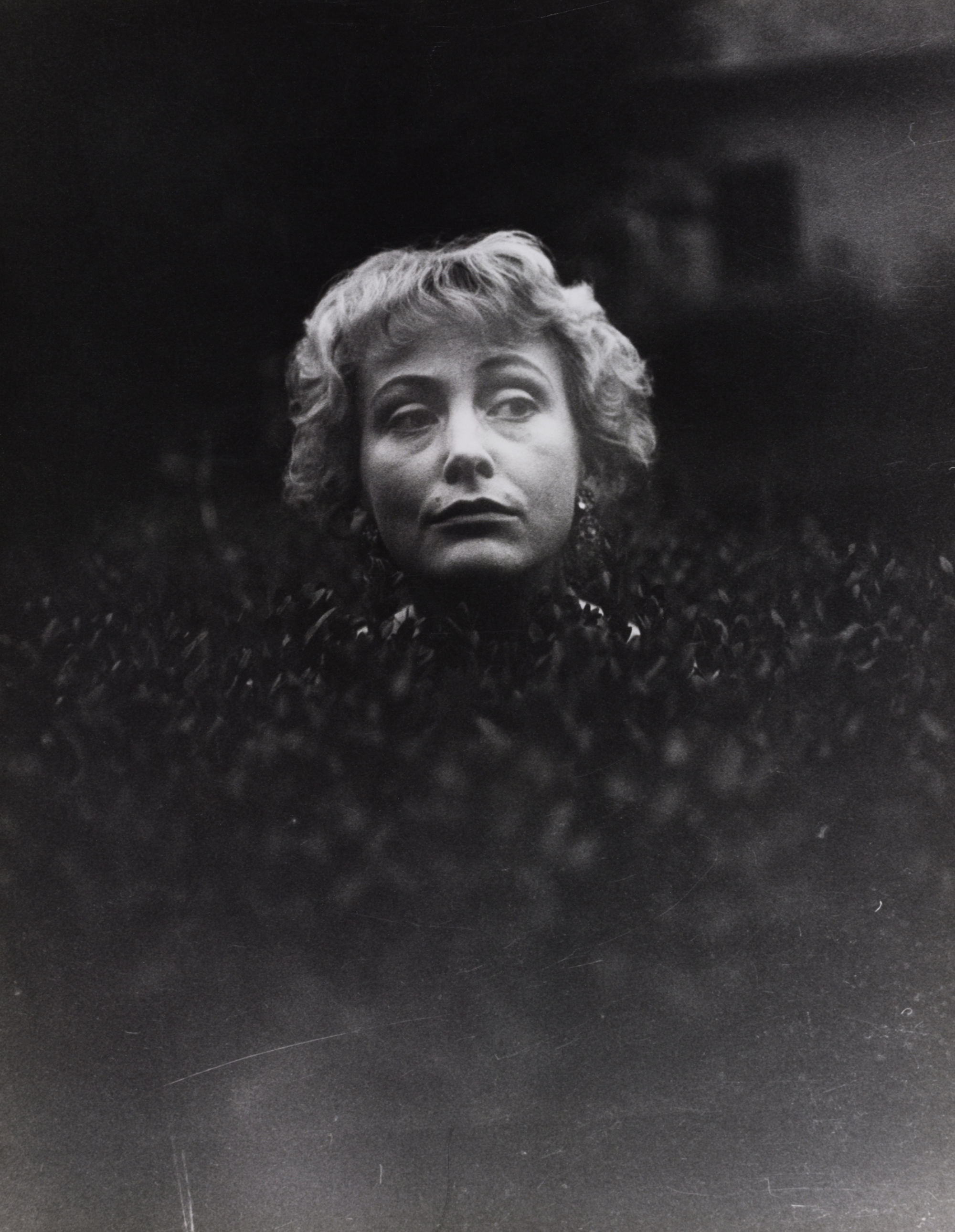
Ingrid Bachér, 1962, fotografiert von Barbara Niggl Radloff

Ingrid Bachér (* 24. September 1930 in Rostock) ist eine deutsche Schriftstellerin.

## Leben
Ingrid Bachér ist eine Urenkelin Theodor Storms und wuchs als Tochter des Chemie-Professors und Storm-Enkels Franz Bachér (1894–1987) in Berlin und Lübeck auf; ihr Bruder war der Journalist und Autor Peter Bachér.
Nach einem Studium an der Hochschule für Musik und Theater Hamburg arbeitete sie ab 1949 als Journalistin. In den 1950er Jahren nahm sie an Tagungen der Gruppe 47 teil und bereiste Finnland und Südamerika.
Von 1960 bis 1967 lebte sie in Rom, danach als freie Schriftstellerin in München, Krefeld und schließlich in Düsseldorf. Von 1949 bis 1962 war Bachér mit dem Schauspieler, Regisseur und Schriftsteller Hans Dieter Schwarze verheiratet, mit dem sie eine Tochter hat. Seit 1966 ist sie mit dem Maler Ulrich Erben verheiratet, mit dem sie drei Kinder hat.
Ingrid Bachér ist seit 1971 Mitglied des Verbandes Deutscher Schriftsteller. Ab 1982 war sie Mitglied des PEN-Zentrums der Bundesrepublik Deutschland, zu dessen Präsidentin sie im Mai 1995 gewählt wurde. Im November 1996 erklärte sie aus Protest gegen die Debatte über eine Vereinigung des westdeutschen mit dem ostdeutschen PEN-Zentrum ihren Rücktritt und trat aus dem PEN aus. Seit Juni 2022 ist sie Gründungsmitglied des PEN Berlin.
Ingrid Bachér ist Verfasserin von Erzählungen sowie Hör- und Fernsehspielen, diese häufig für den WDR.
Sie war von 2002 bis 2004 Vorsitzende der Heinrich-Heine-Gesellschaft. Seit 2013 ist sie Ehrenmitglied der Else-Lasker-Schüler-Gesellschaft.

## Auszeichnungen und Ehrungen
- 1960 Stipendium der Villa Massimo
- 1961 Förderpreis der Stadt Düsseldorf
- 1964 Berlin-Stipendium des Kulturkreises im Bundesverband der Deutschen Industrie
- 1982 Märkisches Stipendium für Literatur
- 1986 Literaturpreis der GEDOK
- 1989 Kunstpreis Düsseldorf der Stadtsparkasse Düsseldorf
- 1995 Ferdinand-Lange-Kulturpreis

## Werke
- Lasse Lar oder Die Kinderinsel. 1958.
- Ein Weihnachtsabend. 1958.
- Schöner Vogel Quetzal. 1959.
- Karibische Fahrt. 1961.
- Ich und ich. 1964.
- mit Lilo Fromm: Das Kinderhaus 1965.
- Verletzung. Fernsehfilm. ZDF 1972-
- mit Bernd Jansen: Erzähl mir nichts. 1974.
- mit Gottfried Wiegand: Gespenster sieht man nicht. 1975, ISBN 3-7611-0471-5.
- Das war doch immer so. 1976.
- Unterwegs zum Beginn. 1978.
- Das Karussell des Einhorns. 1979.
- Morgen werde ich fliegen. 1979.
- Das Paar. 1980.
- Woldsen oder Es wird keine Ruhe geben. Hoffman & Campe, Hamburg 1982.
- Die Tarotspieler. 1986.
- Assisi verlassen. Eremiten-Presse, Frankfurt am Main 1993.
- Schliemanns Zuhörer. Eremiten-Presse, Frankfurt am Main 1995, ISBN 978-3-87365-294-1.
- Sarajewo 96. Erzählung. Mit Bildzeichen von Günther Uecker. Verlag Eremiten-Presse, Düsseldorf 2001, ISBN 978-3-87365-327-6.
- Sieh da, das Alter. Dittrich Verlag, Berlin 2003, ISBN 978-3-920862-49-1.
- Der Liebesverrat. Dittrich Verlag, Berlin 2005, ISBN 978-3-937717-15-9.
- Das Kind und die Katze. Mit Illustrationen von Rotraut Susanne Berner. Edition Büchergilde, Frankfurt am Main 2010, ISBN 978-3-940111-64-7.
- Die Grube. Dittrich Verlag, Berlin 2011, ISBN 978-3-937717-70-8.
- Theodor Storm fährt nach Würzburg und erreicht seinen Sohn nicht, obwohl er mit ihm spricht. Dittrich Verlag, Berlin 2013, ISBN 978-3-943941-20-3.
- Robert oder Das Ausweichen in Falschmeldungen. Münster 2019, ISBN 978-3-643-14115-6.